# Teatro Giuseppe Verdi (Busseto)

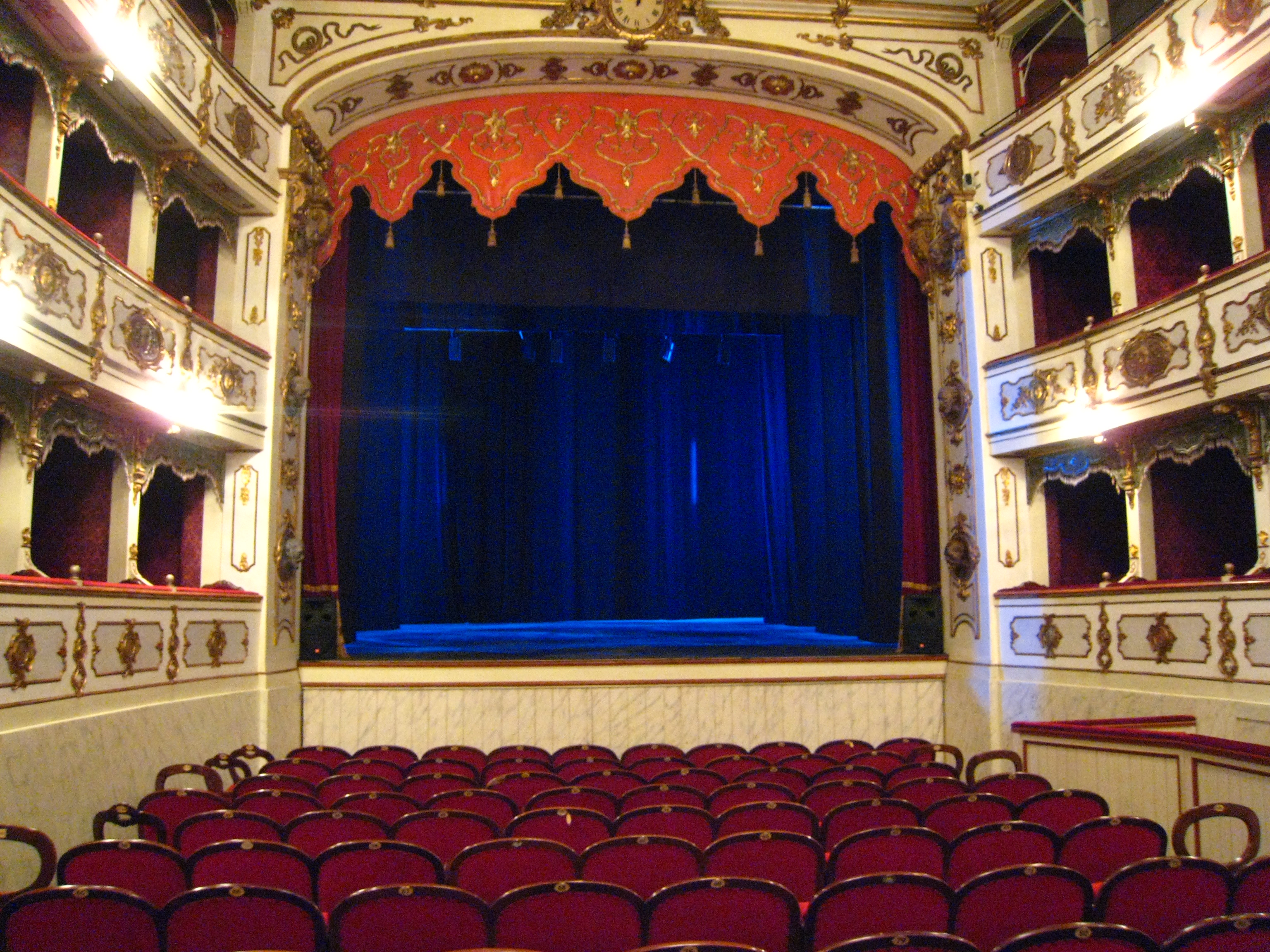
Teatro Giuseppe Verdi in Busseto

Das Teatro Giuseppe Verdi ist ein nach Giuseppe Verdi benanntes Opernhaus in Busseto, einer Gemeinde in der Region Emilia-Romagna in Italien.
Das Teatro verfügt über 300 Plätze und liegt innerhalb der Rocca Pallavicino, einem alten Schloss an der Piazza Giuseppe Verdi. Obwohl Verdi gegen den Bau des Opernhauses war und es niemals betreten hat, spendete er für die Errichtung 10.000 Lire. Der Bau begann 1856 und die Eröffnung des Hauses fand am 15. August 1868 mit einer Aufführung der Verdi-Opern Rigoletto und Un ballo in maschera statt. Im Jahre 1913 dirigierte hier Arturo Toscanini zu Ehren Verdis dessen Stück Falstaff.